# Nikolina Matkovic (schip, 1919)
De Nikolina Matkovic was een Joegoslavisch motorvrachtschip van 3672 ton, dat tijdens de Tweede Wereldoorlog door een Duitse onderzeeboot tot zinken werd gebracht.

## Geschiedenis
Het schip werd volledig afgewerkt in januari 1919 op de scheepswerf van Long Beach Shipbuilding Co, Long Beach, als de Amerikaanse stoomvrachtvaarder Magunkook. In 1923 werd ze omgebouwd tot motorvrachtschip en herdoopt als Carriso voor Griffiths SS Co uit Wilmington, Delaware. In 1937 werd ze verkocht naar Joegoslavië en herdoopt als Nikolina Matkovic en voer voortaan voor de Kroatische rederij Brodarsko Poduzece Eugen Matkovic uit Split.

## De laatste reis
De Nikolina Matkovic had een Joegoslavische bemanning van 35 man. Haar lading bestond uit suiker en timmerhout, toen ze vanuit Ciudad Trujillo, Santo Domingo (Dominicaanse Republiek),
kwam en samen met konvooi SC-104 vanuit New York naar Liverpool vertrok, over de Noord-Atlantische Oceaan.
Aantekeningen van haar verlies waren echter schaars, maar haar einde kwam om ongeveer 00.50 uur op 14 oktober 1942. De Nikolina Matkovic, die in konvooi SC-104 meevoer, werd door de U-661 van Erich Lilienfeld, getorpedeerd en tot zinken gebracht in positie 53°41’ N, en 41°23’ W. Van de 35 bemanningsleden, waren er 21 overlevenden. De overige 14 man gingen met hun schip en door het bizarre weer ten onder. Lilienfeld ging, op zijn beurt, de volgende dag met zijn U-661 voorgoed ten onder.